# اغوای میمی
اغوای میمی (انگلیسی: The Seduction of Mimi) فیلمی کمدی-درام به کارگردانی لینا ورتمولر است که در سال ۱۹۷۲ منتشر شد. این فیلم در بخش مسابقهٔ جشنواره فیلم کن ۱۹۷۲ اکران شد. جانکارلو جانینی در سال ۱۹۷۲ برندهٔ دیوید دی دوناتلو بهترین بازیگر مرد شد.

## گزیدهٔ بازیگران
- جانکارلو جانینی
- ماری‌آنجلا ملاتو
- توری فرو
- آگوستینا بلی
- لوئیجی دیبرتی
- النا فیوره
- توچو موزومچی
- جانفرانکو بارا